# Ali Zitouni
Ali Zitouni (Tunis, 11 de janeiro de 1981) é um futebolista profissional tunisiano, atacante.

## Carreira
Zitouni representou a Seleção Tunisiana de Futebol nas Olimpíadas de 2004 e na Copa do Mundo de 2002.